# Embd
Embd is een gemeente en plaats in het Zwitserse kanton Wallis, en maakt deel uit van het district Visp.
Embd telt 311 inwoners.
Embd is via de weg te bereiken of via een steile kabelbaan vanuit het gehucht Kalpetran. Dit ligt aan de weg van Visp naar Zermatt net voorbij de plaats Stalden. Vanuit Embd kunnen wandelingen gemaakt worden naar onder andere de Augsbordpass (2894 m), Törbel en Schalb. Daarbij is altijd uitzicht op het aan de andere kant van het dal gelegen Grächen.